# Trstená na Ostrove
Trstená na Ostrove este o comună slovacă, aflată în districtul Dunajská Streda din regiunea Trnava. Localitatea se află la altitudinea de 116 m deasupra n.m., se întinde pe o suprafață de 6,25 km2 și în 2013 număra 553 de locuitori. 

## Istoric
Localitatea Trstená na Ostrove este atestată documentar din 1250.

## Demografie
| An:                | 1994 | 2004   | 2014 | 2024   |
| ------------------ | ---- | ------ | ---- | ------ |
| Număr de persoane: | 532  | 564    | 564  | 600    |
| Diferență:         |      | +6,01% | +0%  | +6,38% |

| An:                | 2023 | 2024   |
| ------------------ | ---- | ------ |
| Număr de persoane: | 597  | 600    |
| Diferență:         |      | +0,50% |